# Токата для віолончелі (Джонстон)
Токата для віолончелі (англ. Toccata for violoncello або англ. Toccata for cello) або просто Токата (англ. Токата) — музичний твір Бена Джонстона, написаний 1984 року.
В середині 1980-х років американський композитор Бен Джонстон мав репутацію автора, що пише складні музичні твори в розширеному чистому строї, що вимагають високої точності виконання та вміння чути незвичні інтервали, які не існують в рівномірно-темперованому строї. Хоча він був насамперед відомим своїми масштабними струнними квартетами, він також створював коротші та менш складні композиції на замовлення. Серед таких творів, написаних в першій половині 1980-х років — Тріо для кларнета, скрипки та віолончелі (1981) та Токата для віолончелі (1984).
Токата написана для американської віолончелістки Лорієн Лауфман, яка працювала в Університеті Іллінойсу, де викладав Джонстон. Як і тріо, створено за три роки до цього для Omega Ensemble, токата написана в жанрі неокласики, має форму рондо, але використовує розширений чистий стрій з інтервалами, заснованими на обертонах до 11 порядку.
Вперше Токату виконала Лорієн Лауфман 27 січня 1985 року в Краннерт-центрі Університету Іллінойсу. Запис виконання Токати потрапив до музичної збірки Tellus Audio Cassette Magazine, що виходила на аудіокасетах декілька разів на рік: випуск № 14 був присвячений чистому строю та також містив твори таких композиторів, як Гаррі Парч, Ральф Девід Хілл, Керола Б. Андерсон, Девід Хайкс, Лу Гаррісон та інших.